# 粂川岳勤
粂川 岳勤（くめかわ たけのり、1990年8月1日 - ）は、栃木県出身の元男子プロバスケットボール選手である。ポジションはガード。身長165cm、体重63kg。

## 来歴
栃木県立宇都宮工業高等学校では中心選手であり、3年連続でインターハイ、ウィンターカップに出場した。
高校卒業後、江戸川大学に進学、2012年には3部リーグで優勝し、2部に昇格した。卒業後、2013年6月16日に行われたTGI D-RISEのトライアウトに参加、練習生となった後、正式契約を結んだ。
2014年3月22日の豊田通商ファイティングイーグルス名古屋とのNBDLのプレーオフセミファイナルでは、第4Qに7得点をあげる活躍を見せたがチームは敗れた。同年7月、アースフレンズ東京Zと2014-2015シーズンの契約を結んだ。
2015-2016シーズンは、サイバーダインつくばロボッツと契約。
2016年オフ引退。

## 経歴
若松原中学校 - 
栃木県立宇都宮工業高等学校　- 
江戸川大学 - 
TGI D-RISE - 
アースフレンズ東京Z　
筑波ロボッツ
江戸川大学　男子バスケ　アシスタントコーチ
江戸川大学　男子バスケ　ヘッドコーチ